# Broken Bells (singolo)
Broken Bells è il quarto singolo dei Greta Van Fleet estratto dall'album The Battle at Garden's Gate, pubblicato il 19 marzo 2021.

## Tracce
1. Broken Bells – 5:50